# Carlos Ron
Carlos René Ron Corella (16 dicembre 1953) è un allenatore di calcio ed ex calciatore ecuadoriano, di ruolo centrocampista.

## Carriera

### Club
Ha sempre giocato nel campionato ecuadoriano.

### Nazionale
Con la maglia della nazionale ha giocato 13 partite e ha preso parte a due edizioni della Copa América.

## Palmarès

### Giocatore

#### Competizioni nazionali
- Campionato ecuadoriano: 7

El Nacional: 1976, 1977, 1978, 1982, 1983, 1984, 1986